# 田村ゆかり LOVE LIVE *Fruits Fruits Cherry* & *Caramel Ribbon*
『田村ゆかり LOVE♥LIVE *Fruits Fruits ♥ Cherry* & *Caramel Ribbon*』（たむらゆかり ラブ ライブ フルフルチェリー アンド キャラメルリボン）は、田村ゆかりの映像作品として通算14作目にあたる。Blu-rayは通算8作目となる。2014年8月20日にキングレコードよりDVD版とBlu-ray版が同時リリースされた。

## 概要
2013年9月に横浜アリーナで開催された「田村ゆかり LOVE ♥ LIVE 2013 Autumn *Caramel Ribbon*」のライブ映像、および全国8か所12公演で行ったライブツアー「田村ゆかり LOVE ♥ LIVE 2014 Spring *Fruits Fruits ♥ Cherry*」から2014年3月に日本武道館で行われたツアーファイナルのライブ模様が収録されている。
初回特典は、Blu-rayのみスペシャルパッケージ仕様。
なお、「Caramel Ribbon」にて行われた「神楽坂ゆか」の公演については収録されていない。

## 演奏会場
田村ゆかり LOVE ♥ LIVE Autumn *Caramel Ribbon*
- 神奈川：横浜アリーナ（2013年9月16日）

田村ゆかり LOVE ♥ LIVE SPRING *Fruits Fruits ♥ Cherry*
- 埼玉：さいたまスーパーアリーナ（2014年2月15日、16日）
- 愛知：名古屋国際会議場 センチュリーホール（2014年2月22日、23日）
- 広島：広島文化学園 HBGホール（2014年3月1日）
- 大阪：グランキューブ大阪 メインホール（2014年3月2日）
- 宮城：仙台サンプラザホール（2014年3月8日）
- 岩手：岩手県民会館 大ホール（2014年3月9日）
- 福岡：福岡サンパレス ホテル＆ホール（2014年3月15日、16日）
- 東京：日本武道館（2014年3月29日、30日）

## 収録内容
田村ゆかり LOVE ♥ LIVE 2013 Autumn *Caramel Ribbon*（2013年9月16日・横浜アリーナ）
-Prologue-
アンドロメダまで1hour
この指とまれ
太陽のイヴ
MC1
咲かせて乙女
神様Rescue Me!!
上弦の月
-Band Performance-
-Short Movie“十五夜物語”-
めろ〜んのテーマ 〜ゆかり王国国歌〜
†メタウサ姫〜黒ゆかり王国ミサ〜†
-Short Movie“スパークリング☆トラベラー”-
満月のセンシビリティー
Cursed Lily
Endless Story
-Short Movie“田村ゆかりとバーチャルデート～夏の思い出編～”-
恋と夢と空時計
MC2
W:Wonder tale
Little Wish ～first step～
Fantastic future
fancy baby doll
LOVE ME NOW!
もうちょっとFall in Love
<Encore>
スパークリング☆トラベラー
MC3
パーティーは終わらない
チェルシーガール
-Epilogue-
<W Encore>
チェルシーガール

田村ゆかり LOVE ♥ LIVE 2014 Spring *Fruits Fruits ♥ Cherry*（2014年3月30日・日本武道館）
純愛レッスン
恋のタイムマシン
100 CARAT HEART
MC1
Butterfly*kiss
Moonlight Secret
アジュールの実
-Short Movie“恋にまつわる物語1”-
ひとりあやとり
MC2
レリーフのひとかけら
レゾンデートルの鍵
-Short Movie“恋にまつわる物語2”-
LUNATICA MARE
ナルシスが嘘をつく
Passion Error
-Band Performance-
PINK AQUARIUM
天使のお仕事
ほんのり桜色
-Short Movie“田村ゆかりとバーチャルデート～のんびり春の訪れ編～”-
秘密の扉から会いにきて
MC3
スパークリング☆トラベラー
LOVE ME NOW!
-Member Profile“神楽坂ゆかの気ままにメンバー紹介”-
Honey Moon
Cherry Kiss
You & Me
Fantastic future
<Encore>
-Short Movie“恋にまつわる物語3”-
恋と夢と空時計
fancy baby doll
MC4
W:Wonder tale
-Epilogue-
<W Encore>
Fortune of Love

### 映像特典
<Special Movie>
◆*Fruits Fruits ♥ Cherry* BONUS TRACK
MERRY MERRY MERRY MENU…ね！（2014年2月15日 埼玉公演）
Cutie♡Cutie（2014年2月16日 埼玉公演）
フルーツ（2014年2月16日 埼玉公演）
Tiny Rainbow（2014年2月16日 埼玉公演）
ラブラブベイビーハッピースター（2014年2月16日 埼玉公演）
惑星のランデブー（2014年2月16日 埼玉公演）
涙のループ（2014年2月22日 愛知公演）
恋のチカラ（2014年2月23日 愛知公演）
シュガー・チューン（2014年2月23日 愛知公演）
あなただけに〜It's only my love〜（2014年3月29日 東京公演）
キャンディースターにお願い（2014年3月29日 東京公演）
Papillon（2014年3月29日 東京公演）
Jelly Fish（2014年3月29日 東京公演）
candy smile（2014年3月29日 東京公演）
パーティーは終わらない（2014年3月29日 東京公演）
◆*Fruits Fruits ♡ Cherry* TOUR DOCUMENT
◆*Caramel Ribbon* LIVE DOCUMENT